# Стадион „Бистрица“
Стадион Бистрица е футболен стадион намиращ се в село Бистрица, Област София. Построен е през 1958 година и основно ремонтиран и разширен през 2017. На стадиона домакинстват отборите на ФК Витоша (Бистрица) и ЦСКА 1948. Капацитетът е 2500 места.
Стадионът е разширен с цел да отговаря на разпоредбите на БФС след като ФК Витоша (Бистрица) печели изкачване в Първа професионална футболна лига. От 2017 до 2019 година на стадиона домакинства и отборът на Септември София докато се изгражда новия им стадион в Драгалевци.
От 2021 година новосъздадения ЦСКА 1948 също започва да играе домакинските си мачове на този стадион поради липсата на собствен клубен стадион.